# Rescuporis III del Bósforo

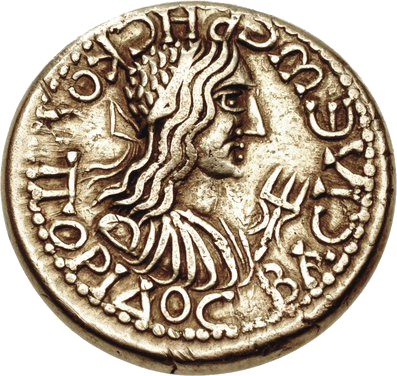
Moneda de Rescuporis III del Bósforo.

Tiberius Julius Rhescuporis III Philocaesar Philoromaios Eusebes, también conocido como Rescuporis III (en griego: Τιβέριος Ἰούλιος Ῥησκούπορις Γ' Φιλόκαισαρ Φιλορώμαίος Eυσεbής, Philocaesar Philoromaios Eusebes significa amante de César, amante de Roma, el más pío, muerto en 227) era un príncipe y rey cliente romano del Reino del Bósforo.
Rescuporis III era hijo y heredero del rey del Bósforo Rescuporis II y de una mujer desconocida. Era de ascendencia griega, irania y romana. En 210/211 murió el abuelo paterno de Rescuporis III, el Rey Sauromates II. Rescuporis III le sucedió junto con su padre Rescuporis II. Rescuporis III cogobernó con su padre como reyes hasta su muerte en 227. Su título real sobre monedas está en griego: ΒΑΣΙΛΕΩΣ ΡΗΣΚΟΥΠΟΡΙΔΟΣ o Rey Rescuporis.
En 221, en la ciudad portuaria ubicada en el Mar Negro llamada Amastris (actual Amasra) había una inscripción honorífica dedicada a Rescuporis III. La inscripción describe a Rescuporis III como:
"Rey del Bósforo y las etnias [pueblos] circundantes, philoromaios [amigo de los romanos] y philhellen [amigo de los helenos]".
Fue contemporáneo del gobierno de los emperadores romanos Caracalla, Macrino, Heliogábalo y Alejandro Severo. Poco se sabe de la vida y el reinado de Rescuporis III. En el año en que él y su padre murieron, fueron sucedidos por Cotis III, un hermano de Rescuporis II y tío paterno de Rescuporis III.